# فرشاد فلاحت‌زاده
فرشاد فلاحت‌زاده (زادهٔ ۱ فروردین ۱۳۴۶ در کرج) بازیکن سابق باشگاه فوتبال استقلال تهران است و سرمربی سابق شهدای رزکان کرج است؛ که سابقه بازی در باشگاه‌های استقلال تهران، برق شیراز، بهمن، ماینتس، صنعت نفت آبادان را داشته‌است. او یکی از بازیکنان تیم ملی بود که تیم ملی را در جام ملت‌های آسیا ۱۹۹۶ همراهی کرد. وی همچنین سابقه ۱۱ بازی ملی را در کارنامه دارد. وی در استقلال و همچنین تیم ملی حداقل ۲۵ بازی کرده‌است.

## افتخارات
- یک قهرمانی باشگاه‌های آسیا (استقلال)
- یک نایب قهرمانی باشگاه‌های آسیا (استقلال)
- یک قهرمانی لیگ ایران (استقلال)
- یک قهرمانی لیگ ایران (سایپا)
- یک قهرمانی لیگ ایران(سایپا)
- یک قهرمانی باشگاه‌های تهران (استقلال)
- یک نایب قهرمانی لیگ ایران (استقلال)
- ۲ نایب قهرمانی باشگاه‌های تهران (استقلال)
- یک نایب قهرمانی حذفی ایران (استقلال)
- یک قهرمانی جام بوردولوی هند
- یک قهرمانی جام میلز